# Cronaca morava
Cronaca morava (Vsichni dobrí rodáci) è un film del 1969 diretto da Vojtěch Jasný.

## Riconoscimenti
- Festival di Cannes 1969
  - premio per la miglior regia